# Thomas Schlamme
Thomas Schlamme, född 22 maj 1950 i Houston, är en amerikansk  producent och regissör inom film och tv.
Schlamme har bland annat producerat 89 avsnitt av Vita huset. Vidare har han producerat Studio 60 on the Sunset Strip och Sports Night. Han har även regisserat bland annat ovanstående serier och enstaka avsnitt av Boston Public, Ally McBeal, Vänner och Cityakuten. Han har vunnit nio Emmy Awards samt vunnit och nominerats till ett antal andra större priser, bland annat Directors Guild of America Award och CableACE.

## Filmografi (i urval)
- 1989 – En tjej med glöd
- 1993 – En brud på hugget
- 1995–1997 – Cityakuten (TV-serie) (3 avsnitt)
- 1996 – Vänner (TV-serie) (2 avsnitt)
- 1997–1998 – Ally McBeal (TV-serie) (2 avsnitt)
- 1998–2000 – Sports Night (TV-serie)
- 1999–2002 – Vita huset (TV-serie)
- 2000 – Boston Public, avsnitt Chapter One (gästregissör i TV-serie)
- 2006–2007 – Studio 60 on the Sunset Strip (TV-serie)
- 2011–2012 – Pan Am (TV-serie)